# Kammadatti Kamanur, Mulbagal
Kammadatti Kamanur là một làng thuộc tehsil Mulbagal, huyện Kolar, bang Karnataka, Ấn Độ.